# Romeo-Motron
La Romeo è stata una casa motociclistica italiana, fondata nel 1961, rinominata Motron nel 1976, che ha concluso la propria attività costruttiva nel 2000.

## Il contesto
Tutto iniziò a Modena, sul finire degli anni cinquanta, nell'officina dei fratelli Edoardo Po e Ercole Po, un'azienda familiare specializzata nella riparazione e vendita di biciclette e ciclomotori Cimatti.
Visto il fiorente mercato, Edoardo Po decise di iniziare in proprio la costruzione di ciclomotori, fabbricando i telai a cui assemblare motori e altra componentistica prodotta da aziende specializzate. Peraltro, un forte incoraggiamento venne anche da Vittorio Minarelli, disposto a fornire le motorizzazioni con pagamento dopo la vendita.
La scelta del marchio venne fatta seguendo le orme di un'altra piccola azienda vicentina, da alcuni anni affacciatasi sul mercato: la Giulietta dei F.lli Peripoli . Per contrapposizione, fu scelta la dicitura Romeo dei F.lli Po.

## La Romeo

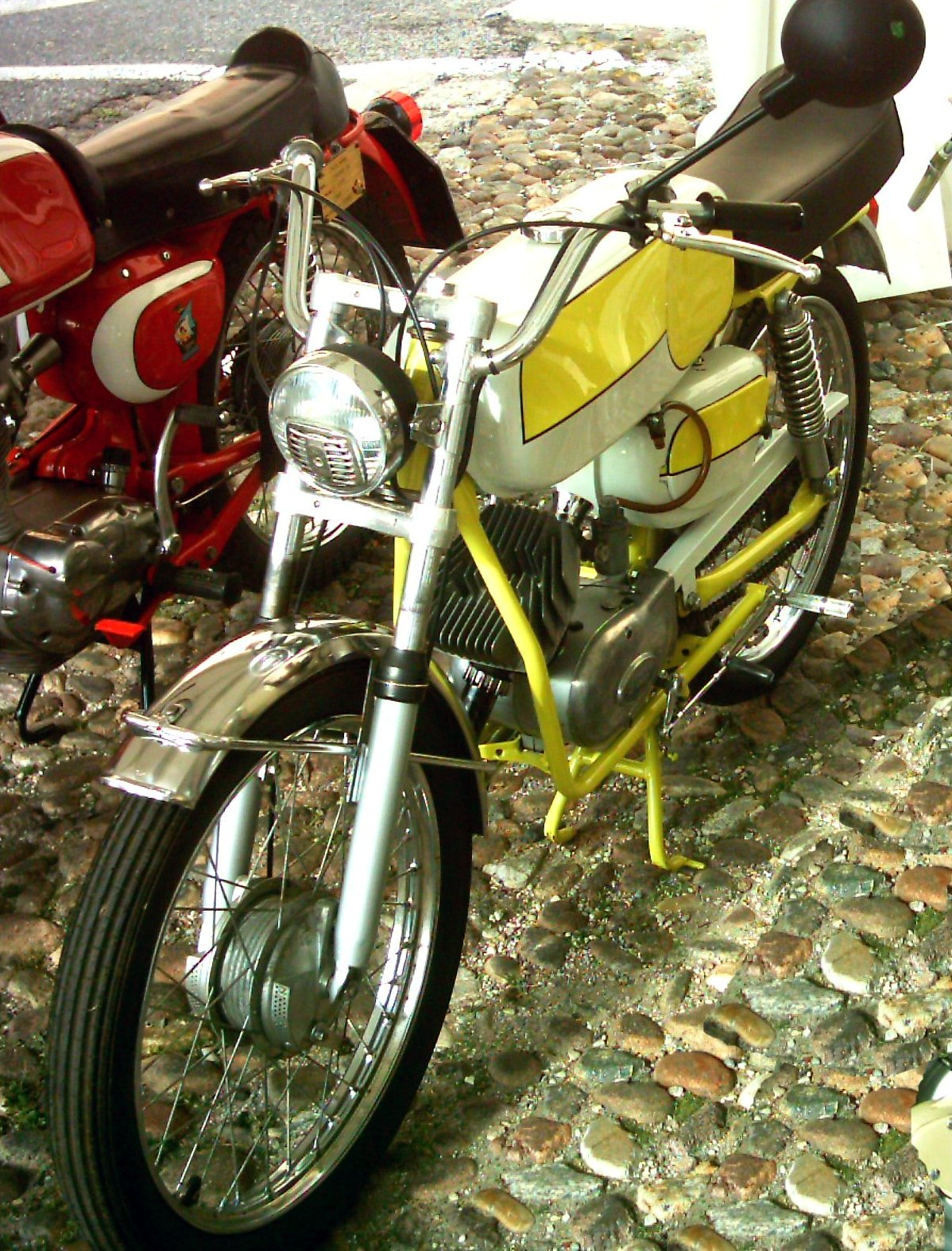
Un Romeo 50 Sprint Veloce del 1970 com motore Minarelli P4

I primi tre modelli, il "Superturismo", l'"Italia" e lo "Zeta", tutti motorizzati con propulsori Minarelli, vennero messi in vendita nel 1961.
Anche grazie alla grande richiesta di ciclomotori economici dell'epoca, il successo locale fu immediato e invogliò la Romeo ad ampliare la gamma ed espandere i propri orizzonti di vendita. 
In quest'ottica, nacquero i modelli "Sprint Sport", "Sprint Supersport" e "Sprint Veloce". Naturalmente le denominazioni "Sprint" e "Veloce", accoppiate alla marca "Romeo", avevano l'intento di richiamare l'enorme prestigio tecnico e sportivo che l'Alfa Romeo Giulietta Sprint aveva acquisito i Italia e non solo. Tali ciclomotori risultarono subito graditi all'utenza giovane del tempo e varcarono i confini del mercato regionale, anche grazie all'accorta strategia di vendita del "patron", il quale provvedeva a consegnarli direttamente ai concessionari in conto vendita.
In seguito al boom economico, nella seconda metà degli anni sessanta,  il mercato dei ciclomotori conobbe una formidabile impennata di vendite, essendo divenuti anche un mezzo di svago per i giovanissimi. Nel 1968 il "Fujihama", primo ciclomotore da cross della marca. Dotato di un leggero telaio monoculla e di un motore potenziato, il "Fujihama" divenne subito un oggetto del desiderio per molti ragazzini dell'epoca, ma non arrivò ad essere prodotto in serie, osteggiato dalle rigide concezioni di sicurezza strutturale di Edoardo Po. Il sasso, però, era stato lanciato e la Romeo aveva dimostrato la capacità di realizzare ciclomotori esclusivamente pensati per lo svago dei quattordicenni.
Il nuovo modello "Pedrito" a ruote basse, presentato nel 1970 e pensato per l'utenza femminile, riscosse un notevole successo commerciale. Nella primavera del 1971, risolti i problemi strutturali con la creazione di telai a doppia culla chiusa in tubi d'acciaio di generose dimensioni, la Romeo sfornò due modelli destinati ad ottenere un duraturo successo di vendite: il Monster, in allestimento turistico o sportivo e lo Scorpion da cross, entrambi dotati di motori Minarelli "P4" e "P6". A questi si aggiunse, nel 1973, il modello Tentation, capostipite d'una fortunata serie di tuboni, rimasta in produzione fino agli anni novanta.
Per quanto attiene al settore sportivo, nei primi anni settanta la Romeo avviò una collaborazione con la fiorentina Fabrizio che, per un paio d'anni, fu una sorta di "reparto corse distaccato" della Romeo. Sui campi di gara crossistici del campionato italiano e dei vari campionati regionali, le Romeo-Fabrizio ottennero pregevoli risultati.

## La Motron
Le richieste piovvero copiose anche dai mercati esteri, costringendo l'azienda ad organizzare turni di lavoro notturni per poter far fronte agli ordinativi. Ben presto la Romeo si trovò a dover affrontare un salto qualitativo che appariva inevitabile. La metà degli anni settanta videro la costruzione della nuova sede produttiva e l'ingresso in azienda dei figli di Edoardo Po, Ermanno e Adriano, che vollero subito modernizzare il marchio, prima con Motrom (acronimo di MOTori ROMeo), poi modificato in Motron al fine di eliminare l'assonanza con il marchio concorrente Motom.
I ciclomotori più famosi della ditta Motron sono i tuboni SV3 poi SV3-R, GL 4 Flash ed infine GTO i cui successi di vendita fecero sì che nell'immaginario collettivo il termine Motron divenisse indicativo dei ciclomotori tubolari prodotti dalla casa modenese.
Negli anni l'azienda si è modificata seguendo le evoluzioni del mercato dei ciclomotori e commercializza i modelli Gto, Sting, Spike e Sinkro grazie alla trasformazione da azienda manifatturiera ad azienda puramente commerciale. Infatti, l'intera gamma prodotta dalla Motron viene assemblato all'estero.
Nel 2021 l’austriaca KSR Group che distribuisce motoveicoli già con il marchio storico Malaguti, presenta una gamma di veicoli cinesi a marchio Motron Motorcycle senza nessun collegamento con la defunta azienda italiana.

## La produzione
- Principali modelli Romeo

- Romeo Superturismo
- Romeo Italia
- Romeo Zeta
- Romeo Sprint Sport
- Romeo Sprint Superport
- Romeo Fujihama
- Romeo Bibò
- Romeo Pony
- Romeo Paco
- Romeo Pedrito
- Romeo Monster
- Romeo Scorpion
- Romeo Tentation
- Romeo Pioneer
- Romeo Primeiro

- Principali modelli Motron

- Motron Primeiro
- Motron SV3R
- Motron Compact
- Motron GL 4 Flash
- Motron GTO
- Motron Magnum
- Motron Shopping
- Motron Spartamet
- Motron Spike
- Motron Sting
- Motron Syncro
- Motron Thunder
- Motron XLE